# Sulcus lateralis linguae
Der Sulcus lateralis linguae (lat. für „seitliche Zungenfurche“) ist ein zwischen dem Zungenboden und Unterkieferknochen verlaufender dreiseitiger Spalt bzw. Kanal. Er wird oben durch den Musculus hyoglossus, unten durch den Musculus mylohyoideus und seitlich durch den Unterkiefer begrenzt.
Die in ihm verlaufenden Strukturen sind von oben nach unten:
- Nervus lingualis
- Vena sublingualis (variabel)
- Ductus submandibularis
- Nervus hypoglossus
- Arteria lingualis